# Det är vi som är hemgiften
Det är vi som är hemgiften är en föreställning av humorgruppen Klungan och Birgitta Egerbladh.

## Sammanfattning
Enligt en intervju i teatertidningen Nummer.se:s webb-tv så sammanfattar Klungan och Birgitta Egerbladh föreställningen med meningen: Vilset vemod med desperat berättargläde. Uppsättningen består i korthet av ensamma människor som på olika sätt försöker kommunicera sina budskap i små scener, uppblandat med dans och rörelser.

## Turné
- NorrlandsOperan mellan 11 oktober till 15 november 2008[2][3]
- Kulturens Hus i Luleå den 24 samt 25 oktober 2008[4][5]

## Produktion
Det är vi som är hemgiften producerades av Klungan och Södra Teatern, med stöd av Umeå Kommun, Västerbottens läns landsting och Statens Kulturråd.

### Manus och medverkan
Klungan med
- Sven Björklund
- Carl Englén
- Mattias Fransson
- Olof Wretling

### Regi, koreografi, scenografi och kostym
Birgitta Egerbladh och Klungan

### Musik
- Birgitta Egerbladh
- George W Duning
- Carl Orff
- Crystal of Life
- Two white horses
- Tone Lōc, Moondog
- Arvo Pärt